# Evropsko prvenstvo v nogometu
Evropsko prvenstvo v nogometu (uradno angleško UEFA European Championship, neuradno kot Euros) je glavno tekmovanje evropskih moških nogometnih reprezentanc, ki ga prireja UEFA (združenje evropskih nogometnih zvez). Odloča o prvaku Evrope. Prvenstvo poteka vsaka štiri leta, prvo pa je bilo leta 1960.
Za uvrstitev na glavni turnir vse ekipe razen države gostiteljice, ki je uvrščena neposredno, tekmujejo v kvalifikacijah. Zmagovalci prvenstva si prislužijo priložnost, da tekmujejo na FIFA pokalu konfederacij.
V do sedaj 17 izvedenih evropskih prvenstvih je turnir osvojilo deset različnih reprezentanc: Španija štirikrat, Nemčija trikrat, Italija in Francija dvakrat, Rusija (takrat Sovjetska zveza), Češka (takrat Češkoslovaška), Nizozemska, Danska, Grčija in Portugalska pa po enkrat. Do danes je Španija edina ekipa v zgodovini, ki je naslove osvojila zaporedoma, in sicer v letih 2008 in 2012. 
Trenutna prvakinja evropskega nogometnega prvenstva je Španija.

## Zgodovina

### Začetki
Idejo za vseevropski nogometni turnir je prvič podal generalni sekretar francoske nogometne zveze Henri Delaunay leta 1927, a udejanjena je bila šele leta 1958, tri leta po njegovi smrti. Pokal, ki ga podelijo zmagovalni ekipi turnirja, so poimenovali po idejnem vodji. Na prvem turnirju leta 1960, ki je bil organiziran v Franciji, so sodelovale 4 ekipe, v kvalifikacijah pa se je borilo 17 držav. Prvakinja je postala Sovjetska zveza, ki je v Parizu v napetem finalu z 2 : 1 premagala Jugoslavijo. Zanimivo je, da je Sovjetska zveza napredovala v finale, ker zaradi političnih razlogov Španija proti njej ni želela igrati. Na turnir se ni uspelo uvrstiti nogometnim velesilam, kot so Anglija, Nizozemska, Zahodna Nemčija in Italija.
Naslednji turnir je potekal leta 1964 v Španiji. Število ekip v kvalifikacijah se je povečalo na 29. Zahodni Nemčiji se ponovno ni uspelo uvrstiti na turnir, Grčija pa se je umaknila, ko bi se morala pomeriti proti Albaniji, saj sta bili ti dve državi še vedno v vojni. V finalu so gostitelji v Madridu branilko naslova Sovjetsko zvezo premagali z rezultatom 2 : 1. 
Oblika tekmovanja je ostala enaka tudi na turnirju leta 1968, ki ga je gostila Italija in postala tudi prvakinja. Ta turnir je bil poseben zaradi dveh dogodkov; prvič in edinkrat v zgodovini evropskih prvenstev je o zmagovalcu v polfinalu med Italijo in Sovjetsko zvezo odločil met kovanca; druga posebnost turnirja pa je bila, da so morali tekmo med Italijo in Jugoslavijo, ki se je končala z izidom 1 : 1, ponovno odigrati. Italija je ponovljeno tekmo dobila z 2 : 0. Število ekip v kvalifikacijah se je na tem turnirju povečalo na 31, kar je bil dokaz, da je se je njegova popularnost precej povečala. 
Belgija je gostila turnir leta 1972, ki ga je dobila Zahodna Nemčija. V finalni tekmi v Bruslju je z rezultatom 3 : 0 premagala Sovjetsko zvezo; dva gola je prispeval Gerd Müller, enega pa Herbert Wimmer. 
Leta 1976 je turnir potekal v Jugoslaviji in bil zadnji, na katerem so sodelovale le štiri ekipe, ter zadnji, na katerega so se morali kvalificirati tudi gostitelji. V finalu je Češkoslovaška premagala Zahodno Nemčijo po kazenskih strelih, kar je bila novost tega turnirja. Po sedmih uspešnih izvajanjih je za Zahodno Nemčijo zgrešil Uli Hoeneß, priložnost za zmago je tako dobil Čeh Antonín Panenka, ki je z "drznim" strelom, t. i. podkopano žogo, ki jo je UEFA opisala kot najbolj znan strel vseh časov, zagotovil zmago Češkoslovaški. Končni rezultat tekme je bil 5 : 3.

### Širitev na 8 ekip
Na turnirju leta 1980 v Italiji se je tekmovanje razširilo na 8 ekip. Turnir se je igral v dveh skupinah, zmagovalci skupin so se pomerili v finalu, drugouvrščeni pa v tekmi za tretje mesto. Zahodna Nemčija je osvojila svoj drugi evropski naslov, ko je z rezultatom 2 : 1 premagala Belgijo.
Francija je svoj prvi naslov osvojila na domačem turnirju leta 1984, ko je v finalu z rezultatom 2 : 0 premagala Španijo. Najbolj opazen igralec prvenstva je bil kapetan francoske ekipe Michel Platini, ki je v samo petih tekmah dosegel devet golov (vključno s prvim golom v finalu). Oblika tekmovanja se je ponovno spremenila – nova pravila so določala, da se prvi dve ekipi iz vsake skupine pomerita naprej v polfinalu, zmagovalci polfinala pa napredujejo v finale. Ukinjena je bila tekma za tretje mesto.
Zahodna Nemčija je prvenstvo gostila leta 1988, vendar je v polfinalu proti Nizozemski izgubila z 2 : 1. Nizozemska je v finalu premagala Sovjetsko zvezo z 2 : 0; na tej tekmi je Marco van Basten dosegel enega najznamenitejših golov v zgodovini nogometa, t. i. volej.
Prvenstvo leta 1992 je potekalo na Švedskem, zmagovalka pa je postala Danska, ki si je nastop na turnirju izborila, ker UEFA ni dovolila sodelovati Jugoslaviji, saj so bile nekatere države, ki so sestavljale SFR Jugoslavijo, v vojni. Danska je v polfinalu po izvajanju kazenskih strelov premagala in izločila branilko naslova Nizozemsko, v finalu pa z 2 : 0 pa še takratno svetovno prvakinjo Nemčijo. To je bil prvi turnir, na katerem so imeli nemški nogometaši na hrbtni strani dresov natisnjena svoja imena.

### Širitev na 16 ekip
Anglija je leta 1996 gostila prvi turnir, na katerem se je število reprezentanc z 8 povečalo na 16. Gostitelji so v polfinalu po kazenskih strelih izgubili proti Nemčiji, ki pa je v finalu z 2 : 1 premagala novo nastalo reprezentanco Češko s prvim zlatim golom na velikem turnirju, ki ga je zadel Oliver Bierhoff. Nemčija je tokrat prvič osvojila naslov kot enotna država. 
Prvenstvo 2000 je bilo prvo, ki je potekalo v dveh državah, na Nizozemskem in v Belgiji. Takratni svetovni prvaki Francozi so bili favoriti za osvojitev prvenstva. V finalu so po podaljških premagali Italijo z 2 : 1; Francija je že izgubljala z 1 : 0, vendar je v zadnji minuti rednega dela izid izenačila z golom Sylvaina Wiltorda, v podaljšku pa si je zagotovila zmago z golom Davida Trezegueta.
Evropsko prvenstvo 2004 je bilo podobno tistemu iz leta 1992 z Dansko. Na Portugalskem je Grčija, ki se je kvalificirala samo na dve veliki prvenstvi (svetovno 1994 in evropsko 1980), v finalu z golom Angelosa Charisteasa presenetljivo premagala gostitelje Portugalce z 1 : 0. Pred začetkom turnirja je bila verjetnost njihove zmage 150 : 1; na poti v finale so premagali branilko naslova Francijo, nato pa še Češko s srebrnim golom; pravilo, ki je nadomestilo prejšnji zlati gol, je bilo po koncu tega turnirja ukinjeno.
Turnir 2008 sta skupaj gostili Avstrija in Švica. Drugi turnir, ki sta ga organizirali dve državi, in prvi, na katerem so podelili nov pokal. Turnir je potekal od 7. do 29. junija. V finalnem dvoboju na Dunaju sta se pomerili Nemčija in Španija. Ta je zmagala z golom Fernanda Torresa in osvojila drugi naslov po letu 1964. Španska ekipa je bila z 12 doseženimi zadetki tudi najboljša reprezentanca prvenstva, najboljši strelec tekmovanja je bil  David Villa, ki je dal štiri zadetke, Xavi je bil najboljši igralec turnirja, devet španskih igralcev pa je bilo izbranih v najboljšo ekipo prvenstva.
Turnir 2012 sta prav tako gostili dve državi, Poljska in Ukrajina. Španija je v finalu s 4 : 0 premagala Italijo in tako postala prva reprezentanca, ki je ubranila naslov prvaka, in prva, ki je osvojila tri glavne mednarodne turnirje zapored (EP 2008, SP 2010 in EP 2012). Ko je Fernando Torres dosegel tretji gol, je postal prvi igralec, ki je dvakrat zaporedoma dosegel gol v finalu prvenstva. S tremi doseženimi zadetki je skupaj z  Balotellijem, Dzagoevejem, Gómezom, Manžukićem in Ronaldom postal najboljši strelec prvenstva.

### Širitev na 24 ekip
28. maja 2010 je UEFA napovedala, da bo turnir 2016 gostila Francija. V glasovanju je premagala Turčijo (7 : 6 v drugem krogu glasovanja) in Italijo, ki je imela najmanj glasov v prvem krogu glasovanja. Turnir 2016 je bil prvi, na katerem je sodelovalo 24 ekip, in tretji, ki ga je gostila Francija. 
Irska in škotska nogometna zveza sta razširitev turnirja predlagali že leta 2007, vendar pa sta zvezi Anglije in Nemčije temu nasprotovali, kasneje pa je 51 UEFA zvez članic glasovalo za širitev turnirja. Sklep je bil sprejet septembra 2008. 
Portugalska, ki se je v finale uvrstila kot tretjeuvrščena ekipa v svoji skupini, je osvojila prvenstvo, ko je v podaljšku z 1 : 0 premagala Francijo; gol je dosegel Éder. Tako je Portugalska prvič osvojila veliki turnir.
Čeprav je prišlo do kandidature Turčije, Irske–Walesa–Škotske in Azerbajdžana–Gruzije, da gostijo prvenstvo 2020, so decembra 2012 objavili, da se bo turnir potekal v več mestih evropskih držav.

## Pokal
Zmagovalec evropskega prvenstva dobi pokal, ki v čast idejnemu vodji turnirja Henriju Delaunayu nosi njegovo ime, oblikoval pa ga je njegov sin Pierre. Je prehodnega značaja, zmagovalna ekipa ga obdrži štiri leta oziroma do naslednjega turnirja.
Za turnir leta 2008 so pokal Henrija Delaunaya predelali, da bi bil večji in da bi zasenčil druge UEFA pokale, kot je pokal lige prvakov. Nov pokal je izdelan iz čistega srebra, tehta 8 kg, visok je 60 cm, od starega pa je višji za 7 cm ter težji za 0,5 kg. Podstavek iz marmorja, ki je služil kot osnova, so odstranili, da bi bil pokal bolj stabilen. Imena dosedanjih zmagovalnih reprezentanc, ki so bila vgravirana vanj, so sedaj vgravirana na hrbtno stran pokala. 
Igralcem in trenerjem zmagovalne ekipe se podelijo zlate medalje, drugouvrščeni ekipi pa srebrne. Poraženec finala prejme še spominsko plaketo. Čeprav se tekma za tretje mesto ni igrala, se je UEFA odločila, da poražencem polfinala podeli bronaste medalje. To se je prvič zgodilo na turnirju leta 2008, kasneje pa še leta 2012. Vendar pa se je UEFA odločila, da bronastih medalj poražencem polfinala od turnirja 2016 ne podeljuje več. 

## Oblika tekmovanja
Pred letom 1980 so na turnirju sodelovale le štiri ekipe. Od leta 1980 je sodelovalo že osem ekip. Leta 1996 se je turnir razširil na šestnajst ekip, saj je dogajalo, da so se evropske države lažje kvalificirale za svetovno prvenstvo kot pa za lastno kontinentalno prvenstvo; 14 od 24 ekip na svetovnem prvenstvu 1982, 1986, 1990 je bilo iz Evrope, medtem ko je na turnirju evropskega prvenstva še vedno sodelovalo le osem ekip. 
Od leta 2016 se je število ekip povečalo s 16 na 24. V letu 2007 je bilo zaradi povečanega števila nogometnih reprezentanc (razpad Češkoslovaške, Jugoslavije in Sovjetske zveze ter vključitev Izraela in Kazahstana) veliko razprav o širitvi turnirja na 24 ekip, ki se je začelo na Škotskem in Irskem. Tedanji novi predsednik Michel Platini je zagovarjal razširitev, kar se je izkazalo za koristno. Medtem ko se je izvršni odbor UEFE 17. aprila 2007 uradno odločil proti širitvi za turnir 2012, je Platini junija 2008 izjavil, da bo UEFA na prihodnjih turnirjih povečala število ekip s 16 na 24, prvič leta 2016. 25. septembra je Franz Beckembauer napovedal, da je bil dosežen dogovor. 
S povečanjem števila ekip leta 1980 je bil gostitelj izbran v naprej in tudi bil neposredno kvalificiran na turnir. 

### Kvalifikacije
Da se ekipa kvalificira na turnir, mora končati na mestu, ki tja vodi, ali zmagati v play-offu. Kvalifikacije se običajno začnejo v jeseni po svetovnem prvenstvu, skoraj dve leti pred samim turnirjem.
Kvalifikacijske skupine žreba odbor UEFA, in sicer glede na koeficiente reprezentanc. Nosilci skupin so trenutni prvaki in ekipe, ki so uspešne v kvalifikacijah na predhodnem svetovnem prvenstvu in zadnjem evropskem prvenstvu. Da dobimo natančno sliko o sposobnostih ekip, se te razdelijo. To se izračuna tako, da se skupno število točk, ki jih posamezna ekipa osvoji, deli s številom tekem, ki jih igrajo, t. j. število točk na tekmo. Pri ekipi, ki je gostila eno izmed dveh prejšnjih prvenstev, se uporabijo samo rezultati z zadnjih kvalifikacij. Če imata dve ekipi enako število točk na tekmo, se nato odbor opira na naslednje kriterije, da lahko rangira reprezentanco:
1. koeficient iz tekem, odigranih v zadnjih kvalifikacijah,
2. povprečna razlika v golih,
3. povprečno število doseženih golov,
4. povprečno število doseženih golov v gosteh,
5. žreb.

Kvalifikacije se igrajo v skupinah, sestava skupin pa se določi z žrebom in v naprej določenih nosilcev. Žrebanje poteka po predhodnem kvalifikacijskem tekmovanju svetovnega prvenstva. Vsaka skupina igra po ligaškem formatu, torej dvakrat, enkrat doma in enkrat v gosteh. Moštva se nato ali uvrstijo na turnir ali v dodatne kvalifikacije, odvisno od njihovega položaja v skupini. Kot pri večini lig, so točke razdeljene enako. Tri točke za zmago, ena za neodločen izid in nič točk za poraz. V primeru, da imajo dve ali več ekip v skupini enako število točk po vseh odigranih tekmah, se uporabijo naslednji kriteriji:
1. višje število točk v medsebojnih srečanjih,
2. boljša razlika v golih v medsebojnih srečanjih,
3. večje število doseženih golov v medsebojnih srečanjih,
4. večje število doseženih golov v gosteh v medsebojnih srečanjih,
5. rezultati vseh tekem v skupini:
  1. boljša razlika v golih,
  2. večje število doseženih golov,
  3. večje število doseženih golov v gosteh,
  4. fair play.
6. žreb.

### Prvenstvo
Na prvenstvu leta 2012 je sodelovalo 16 reprezentanc: Poljska in Ukrajina kot gostiteljici, zmagovalci in najbolje drugouvrščena ekipa iz devetih kvalifikacijskih skupin ter zmagovalci štirih dodatnih kvalifikacij. Teh šestnajst ekip je bilo razdeljenih v štiri skupine, A, B, C, D, vsaka od njih je sestavljala 4 reprezentance, Skupine so bile sestavljena s strani UEFA, znova po nosilcih. Med nosilci sta bili gostiteljici, kot tudi trenutni prvaki in ekipe z najboljšimi kvalifikacijami prejšnjega svetovnega prvenstva. Druge ekipe so bile rangirane po koeficientu.
Za turnir 2016, na katerem je sodelovalo 24 ekip, so bile le-te razdeljene v šest skupin po štiri. Zmagovalci in drugouvrščene ekipe šestih skupin ter štiri najboljše tretjeuvrščene ekipe so napredovale v osmino finala, v izločilni del tekmovanja.
Skupine so se ponovno igrale v obliki lige, vendar le enkrat in po istem sistemu točk (tri točke za zmago, ena točka za neodločen izid in nič točk za poraz). Razpored tekem je določen vnaprej, vendar pa se morata zadnji dve tekmi v skupini odigrati istočasno. Po tem ko se uvrstijo v osmino finala, zmagovalci napredujejo v četrtfinale, nato v polfinale in finale; za razliko od svetovnega prvenstva se tekma za tretje mesto na evropskem prvenstvu ne igra. Če je v katerikoli tekmi na izpadanje rezultat še vedno neodločen po rednem delu, se igrajo podaljški, če še vedno ni zmagovalca, se izvajajo kazenski streli.

## Prvenstva in zmagovalci
| 1960 | Francija                                          | Sovjetska zveza | 2–1 (p.p.)              | Jugoslavija     | Češkoslovaška   | 2–0              | Francija        | 4  |
| 1964 | Španija                                           | Španija         | 2–1                     | Sovjetska zveza | Madžarska       | 3–1 (p.p.)       | Danska          | 4  |
| 1968 | Italija                                           | Italija         | 1–1 (p.p.) 2–0 pon.     | Jugoslavija     | Anglija         | 2–0              | Sovjetska zveza | 4  |
| 1972 | Belgija                                           | Zahodna Nemčija | 3–0                     | Sovjetska zveza | Belgija         | 2–1              | Madžarska       | 4  |
| 1976 | Jugoslavija                                       | Češkoslovaška   | 2–2 (p.p.) (5–3) (pen.) | Zahodna Nemčija | Nizozemska      | 3–2 (p.p.)       | Jugoslavija     | 4  |
| 1980 | Italija                                           | Zahodna Nemčija | 2–1                     | Belgija         | Češkoslovaška   | 1–1 (9–8) (pen.) | Italija         | 8  |
| 1984 | Francija                                          | Francija        | 2–0                     | Španija         | Portugalska     | brez(1)          | Danska          | 8  |
| 1988 | Zahodna Nemčija                                   | Nizozemska      | 2–0                     | Sovjetska zveza | Zahodna Nemčija | brez(1)          | Italija         | 8  |
| 1992 | Švedska                                           | Danska          | 2–0                     | Nemčija         | Nizozemska      | brez(1)          | Švedska         | 8  |
| 1996 | Anglija                                           | Nemčija         | 2–1 (p.p.)              | Češka           | Anglija         | brez(1)          | Francija        | 16 |
| 2000 | Belgija · Nizozemska                              | Francija        | 2–1 (p.p.)              | Italija         | Nizozemska      | brez(1)          | Portugalska     | 16 |
| 2004 | Portugalska                                       | Grčija          | 1–0                     | Portugalska     | Češka           | brez(1)          | Nizozemska      | 16 |
| 2008 | Avstrija · Švica                                  | Španija         | 1–0                     | Nemčija         | Rusija          | brez(1)          | Turčija         | 16 |
| 2012 | Poljska · Ukrajina                                | Španija         | 4–0                     | Italija         | Nemčija         | brez(1)          | Portugalska     | 16 |
| 2016 | Francija                                          | Portugalska     | 1–0 (p.p.)              | Francija        | Nemčija         | brez(1)          | Wales           | 24 |
| 2020 | Evropa                                            | Italija         | 1–1 (p.p.) (4–3) (pen.) | Anglija         | Španija         | brez(1)          | Danska          | 24 |
| 2024 | Nemčija                                           | Španija         | 2–1                     | Anglija         | Francija        | brez(1)          | Nizozemska      | 24 |
| 2028 | Anglija · Severna Irska · Irska · Škotska · Wales |                 |                         |                 |                 |                  |                 | 24 |
| 2032 | Italija · Turčija                                 |                 |                         |                 |                 |                  |                 | 24 |

## Države po številu naslovov prvaka
- 4 naslovi:
  -  Španija (1964, 2008, 2012, 2024)
- 3 naslovi:
  -  Nemčija (1972, 1980 in 1996)
- 2 naslova:
  -  Francija (1984, 2000)
  -  Italija (1968, 2021)
- 1 naslov:
  -  Sovjetska zveza (1960)
  -  Češkoslovaška (1976)
  -  Nizozemska (1988)
  -  Danska (1992)
  -  Grčija (2004)
  -  Portugalska (2016)

## Rekordi in statistika

### Statistika

#### Najboljši strelci
| #  | Država                       | Igralec             | Št. zadetkov |
| -- | ---------------------------- | ------------------- | ------------ |
| 1  | Francija                     | Michel Platini      | 9            |
| 1  | Portugalska                  | Cristiano Ronaldo   | 9            |
| 3  | Anglija                      | Alan Shearer        | 7            |
| 4  | Francija                     | Antoine Griezmann   | 6            |
| 4  | Nizozemska                   | Ruud van Nistelrooy | 6            |
| 4  | Nizozemska                   | Patrick Kluivert    | 6            |
| 4  | Anglija                      | Wayne Rooney        | 6            |
| 4  | Francija                     | Thierry Henry       | 6            |
| 4  | Švedska                      | Zlatan Ibrahimović  | 6            |
| 4  | Portugalska                  | Nuno Gomes          | 6            |
| 11 | Zvezna republika Jugoslavija | Savo Milošević      | 5            |
| 11 | Nizozemska                   | Marco van Basten    | 5            |
| 11 | Češka                        | Milan Baroš         | 5            |
| 11 | Nemčija                      | Mario Gómez         | 5            |
| 11 | Nemčija                      | Jürgen Klinsmann    | 5            |
| 11 | Španija                      | Fernando Torres     | 5            |
| 11 | Francija                     | Zinedine Zidane     | 5            |

## Obiskovalci
Število obiskovalcev na posameznem prvenstvu.
| Prvenstvo | Št. tekem | Skupno število obiskovalcev | Povprečno število obiskovalcev |
| --------- | --------- | --------------------------- | ------------------------------ |
| 1960      | 4         | 78,958                      | 19,740                         |
| 1964      | 4         | 156,253                     | 39,063                         |
| 1968      | 5         | 299,233                     | 59,847                         |
| 1972      | 4         | 121,880                     | 30,470                         |
| 1976      | 4         | 106,087                     | 26,522                         |
| 1980      | 14        | 345,463                     | 24,676                         |
| 1984      | 15        | 597,639                     | 39,843                         |
| 1988      | 15        | 888,645                     | 59,243                         |
| 1992      | 15        | 430,111                     | 28,674                         |
| 1996      | 31        | 1,276,137                   | 41,166                         |
| 2000      | 31        | 1,122,833                   | 36,220                         |
| 2004      | 31        | 1,156,473                   | 37,306                         |
| 2008      | 31        | 1,140,902                   | 36,803                         |
| 2012      | 31        | 1,440,896                   | 46,479                         |
| 2016      | 51        | 2,427,303                   | 47,594                         |